# جان دیهل
جان دیهل (انگلیسی: John Diehl؛ زادهٔ ۱ مهٔ ۱۹۵۰) یک هنرپیشه اهل ایالات متحده آمریکا است. وی از سال ۱۹۸۰ میلادی تاکنون مشغول فعالیت بوده‌است.
از فیلم‌ها یا برنامه‌های تلویزیونی که وی در آن نقش داشته است می‌توان به همه جا غیر اینجا، عصر جدید، راه‌راه، خوش شانس‌ها، دوباره عاشق شدن، سرزمین ناهموار، ارواح گمشده، جاده‌ای به هیچ‌جا، تپه‌ها چشم دارند ۳، تیمارستان، دلالان شرط‌بندی، خانه در حال سوختن است، سرنوشت مارتی فاین و زمانی برای کشتن اشاره کرد.